# 側斑珠母麗魚
側斑珠母麗魚，為輻鰭魚綱鱸形目隆頭魚亞目慈鯛科的其中一種，分布於南美洲委內瑞拉奧里諾科河及Casiquiare河流域，棲息在河川中底層水域，生活習性不明。

## 擴展閱讀
維基物種上的相關：側斑珠母麗魚